# Спектър на утехата
„Спектър на утехата“ (на английски: Quantum of Solace) е двадесет и вторият филм от поредицата за Джеймс Бонд и вторият с Даниел Крейг в ролята на легендарния агент 007. Оригиналният сценарий за филма е написан от Нийл Първис и Пол Хагис. Името на филма дава краткият разказ на Иън Флеминг от сборника „Само за твоите очи“, въпреки че в сюжета на филма историята не се използва. Филмът е пряко продължение на историята, започнала във филма Казино Роял.

## Сюжет
Внимание:  Текстът по-долу разкрива сюжета на произведението (или части от него)!
Веспър Линд преди смъртта си успява да предаде на Джеймс Бонд телефонния номер, чрез който агент 007 издирва и отвлича г-н Уайт, един от лидерите на мистериозната престъпната организация „СПЕКТЪР“. Събирането Уайт за разпит от „M“, Бонд открива, че „СПЕКТЪР“ е мощна престъпна организация, която е непозната в света на разузнаването, но самата „Организация“, има навсякъде агенти. Дори личният бодигард на „M“ е вербуван от престъпниците. Бодигардът почти убива шефа на МИ-6 и помага на Уайт да избяга.
Опитвайки се да разбере какви мощни сили са в основата на „СПЕКТЪР“, Бонд отива в Боливия, където вниманието му привлича дейността на Доминик Грийн. Той е бизнесмен, официално финансиран от различни екологични проекти. Но в действителност Грийн е една от основните фигури на „Организацията“. Грийн е сключил тайна сделка с боливийския генерал Медрано, чиято цел е пълен контрол от „СПЕКТЪР“ на водните ресурси на страната. В замяна на това „Организацията“ е готова да помогне на Медрано да извърши държавен преврат. В същото време „СПЕКТЪР“ има тайно споразумение за доставка на петрол за САЩ, в резултат на което ЦРУ започна да си сътрудничат вместо с Бонд, с престъпниците. Тайно от началниците си верният приятел на Бонд, Феликс Лейтър, се опитва да защити 007 от удар в гърба.
По време на разследването Бонд среща Камила Монтес, която иска да отмъсти на Медрано за смъртта за родителите си. Заедно те се опитват да спрат плановете на Доминик Грийн и опасния боливийски генерал…

## В ролите
| Актьор                 | Роля |
| ---------------------- | --- |
| Даниел Крейг           | Джеймс Бонд |
| Матю Амалрик           | Доминик Грийн, бизнесмен, реализиращ „екологични“ проекти, представител на всемогъщата престъпна „Организация“ |
| Олга Куриленко         | Камила Монтес, бивш агент на боливийското разузнаване                                                          |
| Джуди Денч             | „М“, шефът на МИ-6                                                                                             |
| Рори Киниър            | Бил Танер, заместник на „М“                                                                                    |
| Глен Фостър            | Грег Мичъл, бодигард на „М“, таен агент на престъпната „Организация“                                           |
| Джефри Райт            | Феликс Лейтър, агент на ЦРУ                                                                                    |
| Йеспер Кристенсен      | г-н Уайт, представител на всемогъщата престъпна „Организация“                                                  |
| Джанкарло Джанини      | Рене Матис, бивш агент на МИ-6                                                                                 |
| Джема Артъртън         | Стробери Филдс, агент на МИ-6 в Боливия                                                                        |
| Хоакин Косио           | генерал Медрано                                                                                                |
| Анатол Таубман         | Елвис, асистент на Доминик Грийн                                                                               |
| Дейвид Харбър          | Грег Бим, ръководител на отдел на ЦРУ в Южна Америка                                                           |
| Фернандо Гулиен Куерво | Карлос, боливийски полковник от полицията                                                                      |

## Музика на филма
Саундтракът към филма е написан от композитора Дейвид Арнолд. „Главната“ песен „Another Way to Die“ се изпълнява от Алиша Кийс и Джак Уайт. Според непотвърдена информация създателите на филма планират за изпълнител на „главната“ песен Ейми Уайнхаус, но се отказват поради скандалния имидж на певицата.

## Интересни факти
- Филмът се снима в рекорден брой страни: Панама, Италия, Англия, Австрия, Чили и Мексико. Парадоксално е, че повечето от действието на филма се развива на територията на предполагаемата „Боливия“, но в действителност там не са правени снимки.
- По време на снимките са изразходвани около 200 хил. халосни патрони.
- Сцената на преследването на Бонд в началото на филма е заснета в три различни региона на Италия, а след това са монтирани с кадри от известната надпревара в Сиена. Самите скокове са заснети година по-рано.
- „Боливийският“ хотел „Гранд хотел Анди“ в Ла Пас, където Бонд отива, всъщност е сградата на Националния институт на културата (Inac) в Каско Виехо (Панама).
- Сцените в сградата на операта, където Бонд проследява тайна среща на Грийн с лидерите на „Спектър“, са заснети във Фестивалната зала в Брегенц в Австрия, на фона на декорите, създадени за операта „Тоска“. В тези снимки участват повече от 1000 статисти.
- Първият бюджет на филма на „бондиана“ е в размер на 200 милиона щатски долара. Въпреки това боксофисите са сравнително скромни, което предизвиква производителите на „бондиана“ да изоставят „творческите експерименти“, връщайки се в следващия филм към „традиционния“ Бонд. Това дава незабавни резултати – боксофисът (с подобен бюджет) почти се е удвоил, а за първи път надвишава 1 милиард долара.
- „Казан“, където Бонд завежда Юсеф, бившия любовник на Веспър Линд, всъщност е казармата „Bruneval Barracks“ в Алдършот (Англия).
- По време на снимките в Чили кметът на малък град, който организира протест срещу екипа на филма, е бил арестуван от полицията.
- Пустинята, в която Бонд оставя Грийн, обричайки злодея до мъчителна смърт, е истинската Атакама, която се счита за най-сухото място на Земята.
- По време на снимките на сцената, в която Бонд се бие с бодигарда на „M“, предателя Грег Мичъл, Крейг два пъти пада от скелето, получавайки леки наранявания.
- „Камила Монтес“ е първата „девойка на Бонд“, която агент 007 не прелъстява.
- Сцената от скачането от самолета е заснета в голям въздушен тунел, където силната въздушна струя създава илюзията за полет. Крейг и Куриленко носят специални контактни лещи, за да предпазят очите си.

## „Спектър на утехата“ в България
На 14 септември 2014 г. филмът се излъчва по Нова телевизия с български дублаж. Екипът се състои от:
| Преводач            | Благовест Костадинов                                                                                    |
| Режисьор на дублажа | Димитър Кръстев                                                                                         |
| Тонрежисьор         | Цветомир Цветков                                                                                        |
| Озвучаващи артисти  | Силвия Русинова Христина Ибришимова Георги Георгиев-Гого Силви Стоицов Христо Узунов Светозар Кокаланов |